# Смит, Сэм
Сэмюель Фредерик (Сэм) Смит (англ. Samuel Frederick «Sam» Smith; род. 19 мая 1992, Лондон) — британский певец и автор-исполнитель.

## Ранние годы
Смит родился 19 мая 1992 года в Лондоне. Его мать Кейт Кэссиди (Kate Cassidy), крупный банкир из Сити, была уволена якобы из-за того, что много рабочего времени тратила на помощь сыну в развитии его музыкальной карьеры. Занимался в молодёжном музыкальном театре Youth Music Theatre UK и выступал в «Oh! Carol» (2007). Несколько лет обучался пению и сочинительству у певицы и пианистки Джоанны Иден. Учился в школе St Mary’s Catholic School в Бишопс-Стортфорд. Смит приходится троюродным братом английской певице Лили Аллен и актёру Альфи Аллену.

## Карьера
В декабре 2013 года Смит был номинирован на премии 2014 BRIT Critics' Choice Award и на BBC's Sound of 2014, обе из которых он выиграл.
Смит выпустил свой дебютный студийный альбом In the Lonely Hour 26 мая 2014 на лейбле Capitol Records, вместе с синглами «Lay Me Down» (лид-сингл), «Money on My Mind» (2-й сингл).
В 2013 и 2014 годах трижды возглавлял хит-парад Великобритании с синглами La La La (Naughty Boy при участии Sam Smith) клип которого имеет более 1 миллиарда просмотров на YouTube, Money on My Mind и Stay with Me.
В 2015 году на 57-й церемонии «Грэмми» одержал победу в четырёх номинациях: Запись года, Песня года, Лучший новый исполнитель и Лучший вокальный поп-альбом.
Лауреат премии «Золотой глобус» и «Оскар» (2016).
30 октября 2020 года Сэм Смит выпустил третий студийный альбом под названием Love Goes.
12 января 2023 года Смит представил сингл «Gimme», записанный при участии ямайской рэп-исполнительницы Koffee и канадской R&B-певицы Джесси Рейез. 20 января певец выпустил заглавный сингл альбома Gloria, релиз которого состоялся 27 января. Пластинка записывалась в Лос-Анджелесе, Лондоне и на Ямайке; в работе над ней принимали участие продюсеры Джимми Нейпс, Stargate и ILYA.

## Личная жизнь
Смит — открытый гей. Он совершил каминг-аут в мае 2014 года. В октябре 2017 года Смит совершил каминг-аут как гендерквир. В сентябре 2019 совершил каминг-аут как небинарная персона. Сейчас Сэм использует местоимение «они» в отношении себя.
С сентября 2017 по июнь 2018 года Смит состоял в отношениях с актёром Брэндоном Флинном.
Смит называет себя профеминистом.

## Дискография

### Студийные альбомы
- 2014 — In the Lonely Hour — № 1 в Великобритании
- 2017 — The Thrill of It All (Special Edition)
- 2020 — Love Goes
- 2023 — Gloria

### EP
- 2011 — Nirvana (EP)[англ.]

### Синглы
- 2012 — «Latch» (Disclosure feat. Sam Smith) № 11 в Великобритании № 7 в США
- 2013 — «La La La» (Naughty Boy при участии Sam Smith) — № 1 в Великобритании[15], клип (более 1 млрд просмотров)
- 2014 — «Money on My Mind» — № 1 в Великобритании[16], клип
- 2014 — «Stay with Me» — № 1 в Великобритании[17], клип № 2 в США
- 2014 — «I’m Not the Only One» № 3 в Великобритании № 5 в США
- 2014 — «Like I Can» № 5 в Великобритании
- 2015 — «Lay Me Down» № 12 в Великобритании № 8 в США
- 2015 — «Lay Me Down» (Feat. John Legend) № 1 в Великобритании
- 2015 — «Omen» (Disclosure feat. Sam Smith) № 13 в Великобритании № 64 в США
- 2015 — «Writing's on the Wall» (главная песня к фильму «007: Спектр») № 1 в Великобритании
- 2017 — «Too Good at Goodbyes» № 1 в Великобритании и № 5 в США
- 2017 — «Pray[англ.]» № 39 в Великобритании и № 55 в США
- 2018 — «Promises» № 1 в Великобритании
- 2018 — «Fire on Fire[англ.]»
- 2019 — «Dancing with a Stranger»
- 2019 — «How Do You Sleep?[англ.]»[31]
- 2020 — «Diamonds»

## Награды
| Год  | Организация       | Награда                       | Работа                |           |
| ---- | ----------------- | ----------------------------- | --------------------- | --------- |
| 2014 | MTV               | Brand New For 2014            | н/д                   | Номинация |
| 2014 | MTV               | VMA Artist to Watch           | Stay with Me          | Номинация |
| 2014 | BRIT Awards       | Critics' Choice               | н/д                   | Победа    |
| 2014 | BRIT Awards       | Single of the Year            | «La La La»            | Номинация |
| 2014 | BBC               | Sound of 2014                 |                       | Победа    |
| 2015 | Грэмми            | «Альбом года»                 | In the Lonely Hour    | Номинация |
| 2015 | Грэмми            | «Запись года»                 | Stay with Me          | Победа    |
| 2015 | Грэмми            | «Лучший новый исполнитель»    |                       | Победа    |
| 2015 | Грэмми            | «Песня года»                  | Stay with Me          | Победа    |
| 2015 | Грэмми            | «Лучший вокальный поп-альбом» | In the Lonely Hour    | Победа    |
| 2015 | BRIT Awards       | Прорыв Года                   | н/д                   | Победа    |
| 2015 | BRIT Awards       | Мировое Признание             | н/д                   | Победа    |
| 2015 | BRIT Awards       | Альбом Года                   | In The Lonely Hour    | Номинация |
| 2015 | BRIT Awards       | Песня Года                    | Stay With Me          | Номинация |
| 2015 | BRIT Awards       | Видео Года                    | Stay With Me          | Номинация |
| 2015 | Elle Style Awards | Музыкант Года                 | н/д                   | Победа    |
| 2015 | IHeart Radio      | Артист Года                   | н/д                   |           |
| 2015 | IHeart Radio      | Песня Года                    | Stay With Me          |           |
| 2015 | IHeart Radio      | Лучший Новый Артист           | н/д                   |           |
| 2015 | IHeart Radio      | Лучший Текст Песни            | Stay With Me          |           |
| 2015 | IHeart Radio      | Лучший Танцевальный Сингл     | «La La La»            |           |
| 2016 | Оскар             | «Лучшая песня к фильму»       | Writing’s on the Wall | Победа    |